# Granica austriacko-niemiecka
Granica austriacko-niemiecka – granica międzypaństwowa, ciągnąca się na długości 817 km od trójstyku ze Szwajcarią na południu do trójstyku z Czechami na północy.
Obecna granica austriacko-niemiecka zaczęła kształtować się w średniowieczu, gdy Rudolf IV Założyciel pozyskał Księstwo Tyrolu w 1363 roku. W XVIII wieku korekcie uległa granica z Królestwem Bawarii, a 1805 roku Habsburgowie pozyskali Elektorat Salzburga. Od powstania Republiki Austrii w 1918 roku granica nie ulegała zmianie, jedynie w okresie 1938-1945 została zlikwidowana po aneksji Austrii przez Niemcy. Po kapitulacji hitlerowskich Niemiec w II wojnie światowej granica została przywrócona.
Granica biegnie w zachodniej części przez szczyty alpejskie, następnie skręca na północny zachód, a następnie północny wschód i korytem rzeki Inn biegnie w kierunku Czech. Podczas przebiegu granicy tworzy się praktyczna enklawa, gdyż austriacka gmina Jungholz (47°34′25″N 10°26′50″E) otoczona jest z trzech stron terytorium Niemiec, a z czwartej strony górą.
Oba kraje należą do strefy Schengen, na wspólnej granicy nie obowiązują kontrole, a jej przekraczanie jest swobodne.

## Galeria

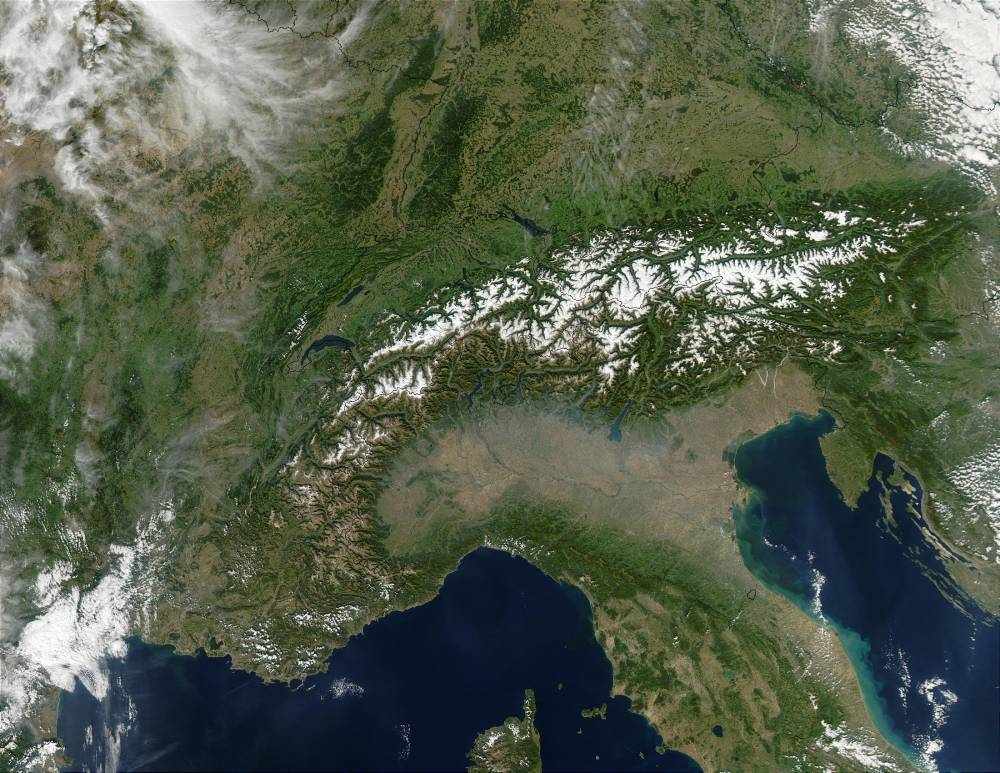
Fotografia satelitarna Alp z naniesionymi granicami
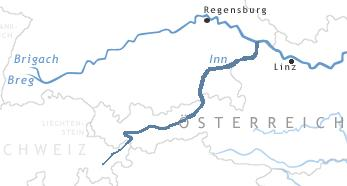
Graniczny Inn na tle granic państwowych
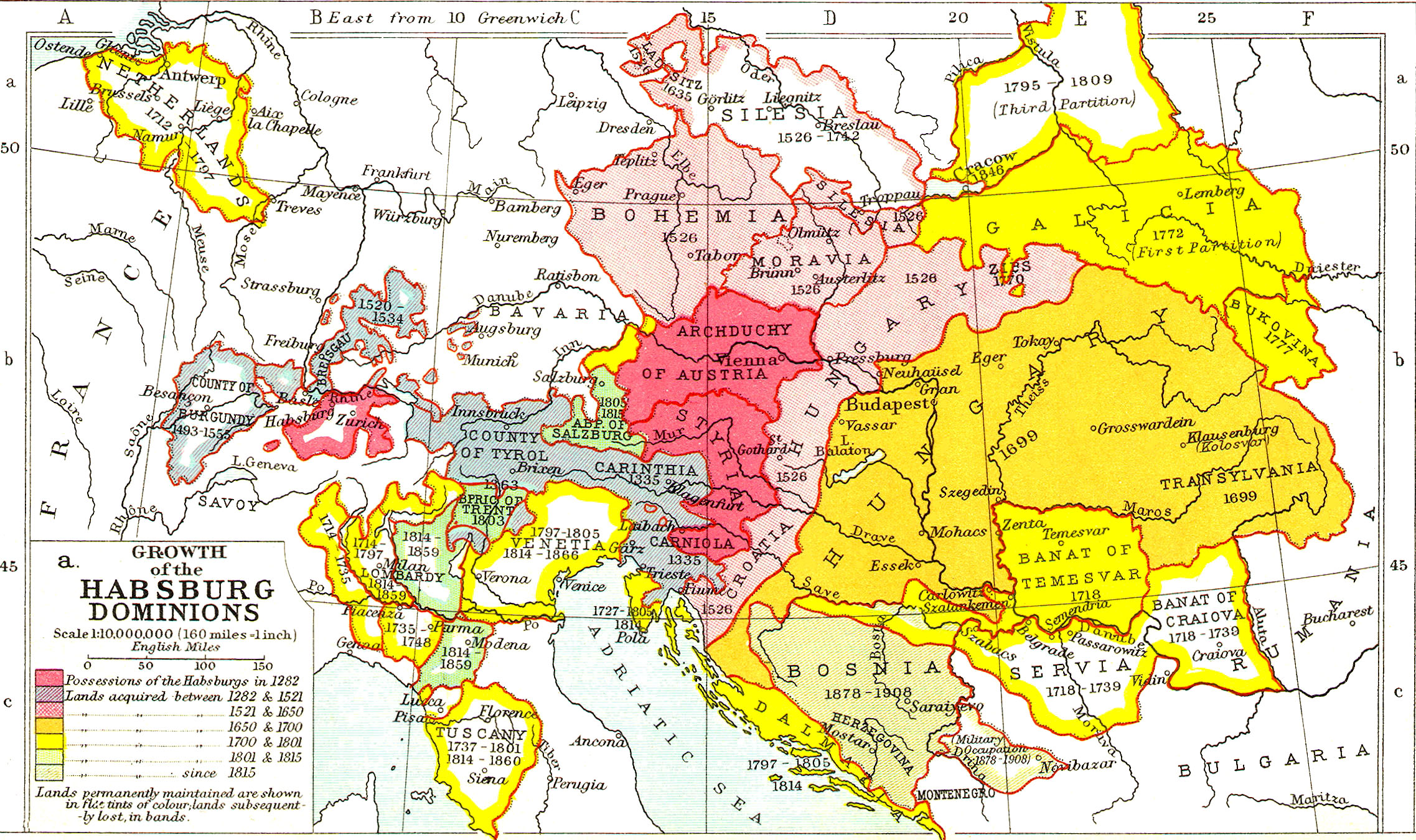
Rozwój terytorialny imperium Habsburgów